# 哥普拉
《哥普拉》是由日本漫畫家寺澤武一創作的日本漫畫作品，於《週刊少年Jump》1978年11月號至1984年11月號連載，單行本共18集，銷售量超過5000萬冊。後來陸續推出動畫、電子遊戲等其他衍生作品，2010年，亞歷山大·阿甲表示有興趣將該作品改編為真人電影。
故事講述左手裝載精神感應槍的宇宙海賊哥普拉的冒險，他為了逃避敵人追捕而整形並消除自己的記憶，試圖過正常的生活，但之後因故恢復記憶，並與他的夥伴理美重逢，共同對抗敵人。寺澤在作品混合了義大利多種元素，包括日本武士、義大利式西部片、占士邦和迪士尼等。

## 劇情大綱
在遙遠的未來，一位名叫強森的辦公室員工過著無聊的生活，他在機器幫傭的建議下到旅行電影公司進行夢境體驗，強森希望可以成為後宮之王和星際霸主，然而，他進入夢境後卻成了聞名宇宙的宇宙海賊哥普拉，與他的機器人同伴理美合作，在宇宙中冒險。哥普拉使用裝在左手的精神感應槍來對抗怪物和犯罪集團，之後他放過了集團首領瓦肯，瓦肯發布了哥普拉的通緝令。
夢境結束後，強森在回家的路上撞上一輛超速的汽車，汽車駕駛長相類似瓦肯，當強森指出這點時，司機向強森逼問關於哥普拉的訊息，強森不自覺地抬起手臂，一道光線從手中發出並殺死瓦肯，原來他的手經過偽裝，實際上是一把精神感應槍。
強森回家後發現自己不記得過去三年發生了什麼事，後來他發現一個密室，在裡面發現了自己在夢中使用的左輪手槍，緊接著，一群人侵入屋內，他們稱強森為哥普拉並試圖殺死他。戰鬥造成機器幫傭的外殼破裂，露出內藏的理美。
強森開始回想起自己過去身為哥普拉的記憶，原來自己為了躲避追捕，透過整形手術改變自己的相貌，並消除了自己的記憶，理美表示那場夢境喚回了他的記憶。之後，哥普拉和理美恢復了他們過去的日子，在宇宙中一同闖蕩。

## 角色
- 哥布拉 (Cobra)

配音：(日:劇場版) 松崎しげる （日：電視版）野澤那智 (港) 曾秉輝
太空海盜，重金懸紅的通輯犯。槍發如神，左手的「精神感應槍」（Psychogun／亞視：魔幻槍）是其標誌。性格不羈。雖是盜賊，但有正義感，重情重義。
- 亞美女 (Lady Armaroid)

配音：(日) 榊原良子　 (港) 蔡惠萍
女機械人，哥布拉的得力助手，是太空船的駕駛員。
- 紀羅娜（家姐）(Jane Royal)

配音：(日) 藤田淑子　 (港) 黃小英
賞金獵人，槍法出色。自幼父母雙亡，一直找尋兩位失散的孖生妹妹。其父在三姊妹背後繪了美麗而神秘的蝴蝶紋身，傳聞是藏寶圖。
- 紀嘉琳（二妹）(Catherine Royal)

配音：(日) 佐佐木祐子 (港) 林錦燕
二妹。是尋常的學校教師，卻因身上的蝴蝶紋身而被囚禁。
- 紀愛薇（三妹）(Dominique Royal)

配音：(日) 高島雅羅　 (港) 沈小蘭
三妹。銀河女警。因蝴蝶紋身而認識哥布拉，一起冒險，二人感情深厚。
- 水晶人 (Crystal Boy)

配音：(日) 睦五朗　　 (港) 陳德（第4集）、盧傑（第6集起）
宇宙海盜集團「奇爾都」(Guild) 的大頭目，肉身是水晶，一切激光槍、光束兵器都不能損其分毫，是哥布拉的死敵。
- 他菲 (Tarbeige)

配音：(日) 内海賢二　 (港) 周永光
水晶人的手下，可以放出種籽植入別人體內將其操控。
- 凱斯 (Schultz)

配音：(日) 徳丸完　　 (港) 梁政平
表面是監獄所長，實際是宇宙海盜集團「奇爾都」(Guild) 的大頭目，將女犯人當作奴隸一樣販賣到遠方的星球，賺取大量金錢。
- 薩安妮 (Sandra)

配音：(日) 田島令子　 (港) 黃小英
宇宙海盜集團「奇爾都」(Guild) 的大頭目，女海盜集團「斯洛瓦」(Snow Gorillas) 的首領。一直追尋火星人秘密最終兵器的收藏地。
- 喬迪 (Joe Hammerbolt)

配音：(日) 細井重之　 (港) 周永光
宇宙海盜集團「奇爾都」(Guild) 的頭目，銀河賭場的首領。一雙鐵拳能彈射而出，搖控追縱敵人。
- 露西 (Rusia Rodoc)

配音：(日) 杉山佳壽子　(港) 黃小英
賭場的兔女郎，其實是銀河巡邏隊的臥底。
- 布拉特 (Dan Brad)

配音：(日) 飯塚昭三　 (港) 周永光
欖棒球 (Rugball) 球隊一隊的隊長，是哥布拉的對手。
- 蓋爾多 (Gelt)

配音：(日) 笹岡繁蔵　 (港) 戴偉光
欖棒球球隊一隊的隊員，敵視哥布拉。
- 何利遜 (Harrison)

配音：(日) 　　　　　 (港) 林國雄
欖棒球球隊一隊的隊員，想毆打哥布拉反被打致重傷入院。
- 鐵酋長 (Ironhead)

配音：(日) 尾崎圭子　 (港) 黃小英
宇宙海盜集團「奇爾都」的大頭目，是龐大海盜集團的首領，水底基地收藏了大量黃金。
- 愛麗思 (Alice)

配音：(日) 島津冴子　 (港) 林錦燕
藍髮美女。鐵酋長的手下，逢命招降哥布拉。
- 撒拉曼 (Lord Salamander)

配音：(日) 柴田勝秀　 (港) 戴偉光／葉少榮
宇宙海盜集團「奇爾都」的最高統領。
- 米安琪 (Miral Judd)

配音：(日) 高島雅羅　 (港) 徐愛貞
欣拉德教 (Elrado) 的教主，她的樣貌跟愛薇 (Dominique) 十分相像。這個宗教信奉希德女神 (Shido Goddess)，信徒遍佈銀河系。但這宗教跟撒拉曼關係非比尋常。

## 改編作品

### 電視動畫
第一作1982年於富士電視網首播。1985年於香港亞洲電視本港台播映。1990年代於台灣首華卡通頻道以日語原音播映。

##### 主題歌
- 片头曲『COBRA』

- 片尾曲『Secret Desire』

作詞 - 冬杜花代子 / 作曲・編曲 - 大野雄二 / 歌 - 前野曜子
TV系列的第二作OVA结束之后的“六人勇士”本来预定于2009年7月4日播放，但是因故突然延期，播放时间改为2010年1月2日。当初预定的原TV系列第1作『SPACE COBRA』的监督出崎統改为清水惠藏，哥普拉的声优改为在OVA「Time Drive」中担任哥普拉配音的内田直哉。
- 片头曲『COBRA THE SPACE PIRATE』

作詞 - Sasja Antheunis／作曲、編曲 - 池賴廣／歌 - Sasja Antheunis
- 片尾曲『君の歌』

作詞 - 柚木美祐／作曲 - 奧田もとい／編曲 - 上田益／歌 - 松崎しげる　

##### 各集列表
| 話数              | 播放日期      | 标题                                   | 脚本     | 分镜              | 演出                    | 作画監督                               | 総作画監督              |
| ----------------- | ------------- | -------------------------------------- | -------- | ----------------- | ----------------------- | -------------------------------------- | ----------------------- |
| 第1話             | 2010年 1月2日 | シバの鍵（梵之匙）                     | 植田浩二 | 清水惠藏          | 熨斗谷充孝              | 蕗此此                                 | 山本径子                |
| 第2話             | 1月9日        | 黄金の扉（黄金之门）                   | 末長光代 | 大久保政雄        | 中島豐秋                | 高橋和德                               | 小林ゆかり              |
| 第3話             | 1月16日       | 星のない街（没有繁星的街道）           | 植田浩二 | 前島健一          | 岡尾貴洋                | 斉藤浩信部                             | 山本径子                |
| 第4話             | 1月23日       | 黄金郷の亡霊（黄金乡的亡灵）           | 末長光代 | 松浦錠平          | 松浦錠平                | 服部一郎                               | 小林ゆかり              |
| 第5話             | 1月30日       | さまよえる美女の伝説（漂泊美女的传说） | 植田浩二 | 西澤晉            | 鈴木孝聰                | 西澤晉                                 | 山本径子 清水惠藏       |
| 第6話             | 2月6日        | （卡盖罗的登山之旅）                   | 末永光代 | 清水惠藏 伊藤幸松 | 清水明                  | しまだひであき 桝井一平 タカハシアキラ | 小林ゆかり              |
| 第7話             | 2月13日       | （通向山顶）                           | 末永光代 | 大久保政雄        | 中島豐秋                | 高橋和德                               | 山本径子                |
| 第8話             | 2月20日       | （曼多拉朵）                           | 植田浩二 | 前島健一          | 岡尾貴洋                | 鈴木伸一                               | 小林ゆかり              |
| 第9話             | 2月27日       | （黑色弹丸）                           | 植田浩二 | 雨宮英雄          | 矢野篤 铃木吉男（補助） | 飯飼一幸                               | 山本径子 清水惠藏       |
| 第10話            | 3月6日        | （Galaxy Nights）                      | 植田浩二 | 西澤晉            | 鈴木孝聰                | 西澤晉                                 | しまだひであき 清水惠藏 |
| 第11話            | 3月13日       | （第13个男人）                         | 植田浩二 | 雨宮英雄          | 岡尾貴洋                | 桝井一平 細野明美                      | 桝井一平 清水惠藏       |
| 第12話            | 3月20日       | （神殿的魔物）                         | 植田浩二 | 大久保政雄        | 中島豐秋                | 高橋和德                               | 山本径子 清水惠藏       |
| 第13話 （最終話） | 3月27日       | （遥远的记忆）                         | 植田浩二 | 前島健一          | 熨斗谷充孝              | しまだひであき 清水惠藏                | 飯飼一幸                |

### OVA
OVA共分兩系列，共六集於2008、09年間上市。
- The Psychogun（ザ･サイコガン）
  - VOL.1 - 2008年8月29日
  - VOL.2 - 2008年10月24日
  - VOL.3 - 2008年12月21日
  - VOL.4 - 2009年2月27日
- Time Drive（タイム･ドライブ）　
  - VOL.1 - 2009年4月24日
  - VOL.2 - 2009年6月26日